# Плотва (подводная лодка)
«Плотва» — российская подводная лодка типа «Осётр» времён русско-японской войны.

## История строительства
Подводная лодка «Плотва» была заложена в 1904 году на верфи Newport News Shipbuilding & Dry Dock Company в Ньюпорт-Ньюс, США. 10 февраля 1905 года в разобраном виде была доставлена в Либаву, Российская Империя, где на заводе по сути не собиралась, а строилась заново из-за низкого качества поставляемых частей корпуса.
Сборка была закончена в июле 1905 года, после чего «Плотва» была отправлена по железной дороге во Владивосток к месту службы. Эшелон прибыл на место 9 октября того же года. 9 ноября спущена на воду во Владивостоке.

## История службы
В 1906 году вошла в строй. Зиму 1905—1906 года провела в бухте Новик, остров Русский.
В 1906—1913 годах подводная лодка служила в составе Сибирской флотилии, зимовала во Владивостоке, летом проходила боевую подготовку в заливе Стрелок, бухта Разбойник.
3 сентября 1908 года во время учений атаковала крейсер «Аскольд», но из-за плохой погоды не смогла занять позицию для атаки. Летом 1911 года на «Плотве» впервые была выполнена операция погрузки торпеды без разборки, с наружней стороны торпедного аппарата.
11 ноября 1913 года «Плотва» была выведена из боевого состава флота, 16 ноября исключена из списков кораблей, 10 марта 1914 года была сдана к порту для разборки. Возможно, использовалась как блокшив. В 1922 году была разделана на металл.

## Командиры
- Р. Э. фон Липгарт: 1904—1905, 17 февраля — 21 ноября 1910
- Н. Д. Панютин: 1905
- А. Н. Никифораки: 15 августа 1905 — 18 апреля 1906
- А. А. Нищенков: 19 февраля — 19 марта 1907[1]
- В. А. Виноградов: 12 марта — 31 мая 1910
- К. Е. Введенский: 24 июня 1910 — 7 марта 1911
- И. Б. Лагидзе (вр.и. о.): 14 ноября 1910 — 3 августа 1911
- В. В. Погорецкий: 28 июня 1911 — 10 октября 1913